# Beata Bogdanikowa
Beata Janina Bogdanikowa (ur. 11 marca 1924 we Lwowie, zm. 6 lipca 2003) – polska lekarka, internistka, profesor nauk medycznych i wieloletni kierownik Kliniki Chorób Wewnętrznych Akademii Medycznej w Białymstoku.
Była absolwentką Uniwersytetu Jagiellońskiego. Studia rozpoczęła na tajnym Wydziale Lekarskim UJ w czasie drugiej wojny światowej, a ukończyła je już po wojnie w 1949 roku.

Jeszcze na studiach pracowała w Zakładzie Chemii, a następnie Farmakologii UJ u profesora Supniewskiego. W latach 1947–1950 w zakładzie Patologii Ogólnej i Doświadczalnej UJ, 
była asystentką u prof. Bronisława Giędosza. W 1949 roku uzyskała stopień naukowy doktora medycyny, a jej praca doktorska nosiła tytuł "Badanie czynności części korowej nadnerczy".
Po przeniesieniu się w 1950 roku do Wrocławia, zaczęła pracować jako starszy asystent w III Klinice Chorób Wewnętrznych Akademii Medycznej. Przez 11 lat pod kierunkiem profesora Edwarda Szczeklika, zdobywała doświadczenie kliniczne, a także prowadziła pracę naukową. W tym czasie opublikowała 61 prac naukowych, własnych lub jako współautorka. Jej zainteresowania naukowe koncentrowały się przede wszystkim na białkach krwi, z wykorzystaniem pionierskich wówczas metod elektroforezy białek. Specjalizacje I i II stopnia w zakresie chorób wewnętrznych uzyskała w latach 1954 i 1956. W 1957 roku została kandydatem nauk medycznych („O przyczynach zmian w białkach krwi”), a w 1958 roku została mianowana docentem.
W październiku 1961 roku objęła kierownictwo I Kliniki Chorób Wewnętrznych Akademii Medycznej w Białymstoku. Po reorganizacji w 1970 roku, klinika uzyskała nazwę Kliniki Chorób Wewnętrznych (z oddziałem reumatologii). 
W latach 1970–1973 prof. Bogdanikowa dodatkowo pełniła obowiązki dyrektora Instytutu Chorób Wewnętrznych Akademii Medycznej w Białymstoku.
Przez 18 lat pracowała zarówno jako klinicysta jak i zajmowała się intensywnie pracą naukową. W 1967 roku uzyskała tytuł profesora nadzwyczajnego, a w 1979 - profesora zwyczajnego. Publikacje dotyczące głównie białek krwi i zjawisk odpornościowych, zostały przedstawione nie tylko w 250 publikacjach w czasopismach naukowych lecz także w podręcznikach i książkowych wydawnictwach naukowych (np. pionierskim „Atlasie immunoelektroforezy" z 1967 roku). Była promotorem bądź recenzentem 38 doktoratów, 14 przewodów habilitacyjnych, oceniała dorobek naukowy 11 docentów ubiegających się o tytuł profesora.
Do osiągnięć prof. Bogdanikowej należy zorganizowanie na bazie I Kliniki Chorób Wewnętrznych oddziału reumatologii, kierowanego początkowo przez dr. Dominika Kossakowskiego, a następnie przez doc. Krystynę Bernacką. Później oddział reumatologii został przekształcony w samodzielną Klinikę Reumatologii.
Beata Bogdanikowa brała czynny udział w pracach Komitetu Terapii Doświadczalnej PAN (1972–1984) oraz Komisji Przemiany Materii PAN (1969–1979); przewodniczyła też Zespołowi ds. Leczenia Immunosupresyjnego Wydziału VI PAN (1971–1974). W latach 1964–1972 była członkiem Rady Naukowej Instytutu Reumatologii w Warszawie.
Dowodem uznania osiągnięć Profesor było przyznanie jej w 1976 roku Nagrody Fundacji im. Alfreda Jurzykowskiego z Nowego Jorku.

Dalszy etap pracy zawodowej prof. Bogdanikowej został związany z Łodzią, gdzie przeniosła się w 1979 r. Pracowała tam w Instytucie Medycyny Pracy. Równocześnie prowadziła zajęcia z reumatologii ze studentami łódzkiej Akademii Medycznej. W Łodzi była promotorem dwu dalszych doktoratów. W 1977 r. odznaczona została Krzyżem Kawalerskim Orderu Odrodzenia Polski.